# Maningory
Maningory – rzeka w regionie Analanjirofo, w północno-wschodniej części Madagaskaru. Swoje źródło bierze w Alaotra, wpada do Oceanu Indyjskiego w pobliżu Antakobola.